# Josimar Maranhãozinho
Josimar Cunha Rodrigues (Várzea Alegre, 13 de novembro de 1976), mais conhecido como Josimar de Maranhãozinho, é um empresário e político brasileiro. Filiado ao Partido Liberal (PL), foi prefeito de Maranhãozinho entre 2005 e 2012. Atualmente é deputado federal pelo Maranhão e presidente do PL no Maranhão.

## Carreira política
Começou sua carreira política como candidato a prefeito de Maranhãozinho pelo Partido Liberal (PL) em 2004. Foi eleito e cumpriu mandato os quatros anos de mandato. Em 2008, foi reeleito prefeito de Maranhãozinho pelo Partido da República (PR) com uma expressiva votação (cerca de 85,66% dos votos válidos), o que demonstrou sua enorme aprovação.
Em 2014, foi eleito deputado estadual pelo Partido da República (PR) com 99.252 (3,11% dos votos válidos).
Em 2018, foi eleito deputado federal pelo Partido da República (PR) com 195.768 (5,99% dos votos válidos).
É conhecido por sua ampla atuação no interior do estado do Maranhão, tendo como características marcantes de seus mandatos o municipalismo e o apoio às lideranças locais das várias regiões do estado. Por concentrar grande parte de seu eleitorado às margens da BR-316 no Maranhão, recebeu o apelido de "Moral da BR". 
É também detentor de recordes de votação nas eleições de 2014 e 2018, já que se tornou o deputado estadual e o deputado federal mais bem votado da história do Maranhão.

## Vida pessoal
É tio da deputada estadual Fabiana Vilar, do vereador de São Luís Aldir Júnior e da prefeita de Zé Doca Flavinha Cunha, e irmão da ex-prefeita de Zé Doca, Josinha Cunha. Sua esposa Detinha foi prefeita de Centro do Guilherme, deputada federal pelo Maranhão e atualmente prefeita de Maranhãozinho.

## Polêmicas

#### Extração illegal de madeira
Foi investigado pela Polícia Federal e denunciado em 2012 pelo Ministério Público Federal acusado de ser o cabeça de uma organização criminosa que controlava, por meio de pedágios e outras práticas, a extração de madeira na terra indígena Alto Turiaçu. O caso está parado na primeira instância da justiça maranhense, e o deputado nega as acusações.

#### Operação Descalabro
Josimar Maranhãozinho ficou conhecido no meio policial após a Operação Descalabro, de dezembro de 2020, que mirou esquema suspeito de desvio de emendas parlamentares destinadas à Saúde do Maranhão que podem ter gerado prejuízos de R$ 15 milhões. Foi no âmbito desta investigação que a Polícia Federal (PF) fez uma ação controlada que flagrou o Maranhãozinho manuseando maços de dinheiro. Nos endereços do deputado, foram encontraram cerca de R$ 2 milhões em dinheiro vivo. Ao se manifestar sobre a apreensão, o parlamentar afirmou que os valores são 'oriundos de sua atividade pecuária e empresarial'.
A investigação à época apontou que o deputado destinou emendas parlamentares para os municípios do interior do estado do Maranhão, onde tem reduto eleitoral. O dinheiro era direcionado para os Fundos Municipais da Saúde, mas os gestores firmavam contratos fraudulentos com empresas de fachada que pertencem ao parlamentar, mas estariam em nome de “laranjas”, segundo a PF.
Em relatório enviado ao Supremo Tribunal Federal (STF), a PF concluiu que Maranhãozinho cometeu crimes de lavagem e peculato. Mandados de busca e apreensão da investigação haviam sido cumpridos em Zé Doca, Maranhãozinho, Carutapera e São Luís – em Zé Doca, a prefeita, Josina Cunha, é irmã de Josimar.
Em Outubro de 2024, a Procuradoria Geral da União (PGR) apresentou uma denuncia ao STF envolvendo três deputados federais do Partido Liberal, dentre eles Josimar Maranhãozinho. As acusações são pelos crimes de corrupção passiva e organização criminosa em um suposto esquema de desvio de recursos de emendas parlamentares. O grupo ligado aos parlamentares teria agido para desviar parte dos recursos destinados à Prefeitura de São José de Ribamar, no Maranhão. De acordo com a PGR, o esquema previa a devolução de R$ 1,6 milhão. O então prefeito de São José de Ribamar, Eudes Sampaio, relatou ter sido alvo de extorsões e ameaças, sendo pressionado pelo grupo a repassar parte dos recursos provenientes das emendas.

#### Operação“Maranhão Nostrum”
Em outubro de 2021, Maranhãozinho foi alvo de uma operação do Grupo de Atuação Especial no Combate às Organizações Criminosas (Gaeco) do Ministério Público do Maranhão (MP-MA) que visa combater fraudes licitatórias em prefeituras do Estado.
Batizada de “Maranhão Nostrum”, a operação é resultado de uma investigação instaurada pelo Gaeco em 2018, para apurar possíveis fraudes em processos licitatórios para contratação da empresa Águia Farma Distribuidora de Medicamentos Ltda nos municípios maranhenses de Araguanã, Carutapera, Centro do Guilherme, Maranhãozinho, Pedro do Rosário e Zé Doca entre os anos de 2014 a 2018, período no qual foi movimentado o montante de R$ 159.745.884,37 originado de contratos administrativos pactuados entre as empresas investigadas e os Municípios relacionados.

#### Enriquecimento
Em 2022, quando foi candidato à reeleição à Câmara dos Deputados, declarou ao TSE ter R$ 25,4 milhões em bens. Quando se elegeu prefeito pela primeira vez do município de Maranhãozinho, em 2004, ele informou não possuir qualquer bem em seu nome. Em 2008, ao se reeleger, informou possuir R$ 463,9 mil. Ou seja, em 14 anos, o patrimônio do político cresceu 55 vezes.
O ex-presidente do Brasil e presidente de honra do PL, Jair Bolsonaro, defendeu que após denuncias de corrupção, Maranhãozinho deveria ser expulso do partido.

#### Venda de emendas parlamentares
Em 7 de fevereiro de 2025, o blog do portal G1 revelou que as conversas obtidas pela Polícia Federal do Brasil mostram como funcionava o suposto esquema de venda de emendas parlamentares indicadas pelos deputados do Partido Liberal (PL), Josimar Maranhãozinho, Pastor Gildenemyr e Bosco Costa ao município de São José de Ribamar, Maranhão. Em 28 de fevereiro, a Primeira Turma do Supremo Tribunal Federal (STF) começou a julgar os deputados do PL, Josimar Maranhãozinho, Pastor Gildenemyr e Bosco Costa, denunciados por supostos desvios de dinheiro de emendas parlamentares. Em 11 de março, o Supremo Tribunal Federal (STF) decidiu por unanimidade tornar réus os deputados federais Josimar Maranhãozinho e Pastor Gil e o suplente Bosco Costa, ambos do Partido Liberal (PL) pelos crimes de corrupção passiva e organização criminosa.

## Desempenho eleitoral
| Ano  | Eleição                    | Coligação | Partido | Candidata a       | Votos   | %     | Resultado | Ref    |
| ---- | -------------------------- | --- | ------- | ----------------- | ------- | ----- | --------- | ------ |
| 2004 | Municipal de Maranhãozinho | | PL      | Prefeito          | 2.402   | 57,2% | Eleito    | [ 21 ] |
| 2008 | Municipal de Maranhãozinho | | PR      | Prefeito          | 4.157   | 82,1% | Eleito    | [ 22 ] |
| 2014 | Estadual no Maranhão       | Pra Frente Maranhão PMDB, PT, DEM, PEN, PHS, PMN, PR, PRB, PRP, PRTB, PSC, PSD, PSDC, PSL, PTB, PTdoB, PTN, PV | PR      | Deputado Estadual | 99.252  | 3,11% | Eleito    | [ 23 ] |
| 2018 | Estadual no Maranhão       | Todos Pelo Maranhão PCdoB, PRB, PDT, PPS, PT, AVANTE, PTB, PROS, PSB, PR, DEM, PP, PATRI, PTC, SD, PPL         | PR      | Deputado Federal  | 195.768 | 5,99% | Eleito    | [ 24 ] |
| 2022 | Estadual no Maranhão       | Juntos pelo Trabalho PDT, PL, PTB, Republicanos, Agir, PROS                                                    | PL      | Deputado Federal  | 158.360 | 4,27% | Eleito    | [ 25 ] |